# Liste der Baudenkmale in Eschede
In der Liste der Baudenkmale in Eschede sind alle Baudenkmale der niedersächsischen Gemeinde Eschede im Landkreis Celle aufgelistet.  Die Quelle der Einträge ist der Denkmalatlas Niedersachsen mit tw. Kürzungen. Der Stand der Liste ist der 14. Mai 2024.

## Allgemein
In den Spalten befinden sich folgende Informationen:
- Lage: die Adresse des Baudenkmales und die geographischen Koordinaten. Kartenansicht, um Koordinaten zu setzen. In der Kartenansicht sind Baudenkmale ohne Koordinaten mit einem roten Marker dargestellt und können in der Karte gesetzt werden. Baudenkmale ohne Bild sind mit einem blauen Marker gekennzeichnet, Baudenkmale mit Bild mit einem grünen Marker.
- Bezeichnung: Bezeichnung des Baudenkmales
- Beschreibung: die Beschreibung des Baudenkmales. Unter § 3 Abs. 2 NDSchG werden Einzeldenkmale und unter § 3 Abs. 3 NDSchG Gruppen baulicher Anlagen und deren Bestandteile ausgewiesen.
- ID: die Objekt-ID des Baudenkmales
- Bild: ein Bild des Baudenkmales, ggf. zusätzlich mit einem Link zu weiteren Fotos des Baudenkmals im Medienarchiv Wikimedia Commons. Wenn man auf das Kamerasymbol klickt, können Fotos zu Baudenkmalen aus dieser Liste hochgeladen werden:

Eschede liegt 17 Kilometer nordöstlich von Celle. Urkundlich 1065 erstmals erwähnt, gehört Eschede zu den ältesten Dörfern der Gegend. Eschede wurde bekannt durch den ICE-Unfall im Jahre 1998.

## Dalle
| Lage                                         | Bezeichnung | Beschreibung | ID       | Bild |
| -------------------------------------------- | ----------- | --- | -------- | ---- |
| Lohe 1 52° 47′ 0″ N, 10° 17′ 5″ O            | Wohnhaus    | Eineinhalb- bis zweigeschossiger Backsteinbau über T-förmigen Grundriss auf hohen verputzten Kellersockel unter Satteldach in engobierter Hohlpfannendeckung. Sockel in Fugenschnitt hervorgehoben, Gebäudeecken und Fenstereinfassungen in Putz-Stuck-/ oder Werksteineinfassungen. Unter der Traufe Konsolgesimse, Ortgänge an Giebeln mit Freigespärre. Nordgiebel mit achsenmittigen Zugang hinter Freitreppe. 1870 errichtet.    | 33738879 |      |
| Lohe 1 52° 47′ 0″ N, 10° 17′ 9″ O            | Scheune     | Vierständer-Fachwerkbau unter Schopfwalmdach in roter Hohlpfannendeckung mit Niedersachsengiebel. Ostgiebel mit mittiger Toreinfahrt, heute modern zugesetzt. Im Torsturz sowie Schwellriegel Inschriften, Giebelfeld leicht vorkragend. Zur nördlichen Traufseite achsenmittiger Zugang mit Windfang. Westliches Giebelfeld im DG ebenfalls leicht vorkragend, Fassade im horizontalen Bohlenbehang mit Zierschnitt. 1813 errichtet. | 33738898 | BW   |
| Loher Straße 16 52° 46′ 47″ N, 10° 17′ 52″ O | Forsthaus   | Vierständer-Fachwerkbau unter Schopfwalmdach in roter Hohlpfannendeckung mit Niedersachsengiebel. Ostgiebel mit mittiger Toreinfahrt, heute modern zugesetzt. Im Torsturz sowie Schwellriegel Inschriften, Giebelfeld leicht vorkragend. Zur nördlichen Traufseite achsenmittiger Zugang mit Windfang. Westliches Giebelfeld im DG ebenfalls leicht vorkragend, Fassade im horizontalen Bohlenbehang mit Zierschnitt. 1813 errichtet. | 33738464 |      |
| Schelploh 3 a 52° 46′ 41″ N, 10° 20′ 27″ O   | Forsthaus   | Eingeschossiger Backsteinbau unter Walmdach in roter Hohlpfannendeckung. Gauben und Zwerchhaus in Fachwerk gestaltet, zur Westseite Loggia. Um 1930 errichtet. | 33739274 | BW   |
| Schelploh 52° 46′ 48″ N, 10° 20′ 20″ O       | Park        | | 33739293 | BW   |

## Endeholz
| Lage                                          | Bezeichnung               | Beschreibung | ID       | Bild |
| --------------------------------------------- | ------------------------- | --- | -------- | ---- |
| Marweder Straße 3 52° 43′ 7″ N, 10° 18′ 54″ O | Stall                     | | 33763935 |      |
| Marweder Straße 3 52° 43′ 5″ N, 10° 18′ 58″ O | Scheune                   | | 33763687 | BW   |
| Marweder Straße 7 52° 43′ 7″ N, 10° 18′ 58″ O | Wohn-/ Wirtschaftsgebäude | Giebelständiger Vierständer-Fachwerkbau unter Halbwalmdach in roter Hohlpfannendeckung, im Hofgefüge zurückgesetzt. Nördlich zur Straße hin ausgerichteter Wirtschaftsgiebel mit zwei Längsdurchfahrten mit Korbbögen und tiefen Vorschauern. Fachwerkgefüge mit geschosshohen Streben sowie roter Backsteinausfachung. In zweiter Hälfte 19. Jh. errichtet. | 33763644 |      |
| Marweder Straße 7 52° 43′ 9″ N, 10° 18′ 56″ O | Unterfahrt                | | 33763488 | BW   |
| Marweder Straße 7 52° 43′ 8″ N, 10° 18′ 57″ O | Stall                     | | 33763665 | BW   |

## Eschede
| Lage                                              | Bezeichnung               | Beschreibung | ID       | Bild           |
| ------------------------------------------------- | ------------------------- | --- | -------- | -------------- |
| Albert-König-Straße 5 52° 44′ 0″ N, 10° 14′ 10″ O | Wohn-/ Wirtschaftsgebäude | Traufständiger, eingeschossiger Vierständer-Fachwerkbau auf teils verputztem Backsteinsockel unter Halbwalmdach in roter Hohlziegeldeckung. Nordwestliche Giebelseite mit mittigen Dielentor mit Vorschauer sowie Inschrift im Torsturz. Nordöstliche Traufseite mit Seitenzugang hinter Freitreppe. Fachwerkgefüge mit geschosshohen Streben sowie roter Backsteinausfachung. 1850(i) errichtet. | 33738522 |                |
| Albert-König-Straße 5 52° 43′ 59″ N, 10° 14′ 9″ O | Speicher                  | Speicherbau auf Backsteinsockel unter Satteldach in Wellblechdeckung. Fassade vollständig in vertikaler Holzbohlenverkleidung. Um 1850 errichtet. | 33738585 | BW             |
| Albert-König-Straße 5 52° 43′ 59″ N, 10° 14′ 8″ O | Scheune                   | Vierständer-Fachwerkbau auf rotem Backsteinsockel unter Halbwalmdach in roter Hohlpfannendeckung. Zum Wirtschaftshof ausgerichtete Tore sowie Stalltüren. Symmetrisches Fachwerkgefüge mit geschosshohen Streben, doppelter Verriegelung und roter Backsteinausfachung. Um 1850 errichtet. | 33738564 | BW             |
| Albert-König-Straße 5 52° 44′ 0″ N, 10° 14′ 8″ O  | Scheune                   | Holzbau auf Backsteinsockel unter Halbwalmdach in Hohlpfannendeckung. Nördliches Giebelfeld mit Längsdurchfahrt, Fassade vollständig mit vertikaler Holzbohlen-Verbretterung. Südöstlich Quereinfahrt. Um 1850 errichtet. | 33738543 | BW             |
| An der Kirche 52° 43′ 57″ N, 10° 14′ 27″ O        | Johanniskirche            | Verputzter Backsteinsaalbau mit Fünfachtel-Chorschluss unter Walmdach in Hohlpfannendeckung. Langhaus von 1712-1713 mit nördlicher und westlicher Vorhalle, Fassaden durchgängig mit rundbogigen Sprossenfenstern. Am Chor Sakristeianbau von 1853-1856. Innenraum durch Emporen auf Holzstützen in drei Schiffe geteilt und von hölzernen Tonnengewölbe überfangen. Zur Ausstattung gehören barockes Kanzelaltar sowie Grabepitaph des Generals von Melvill aus Habighorst (1742). Unter dem Altarraum Grabgewölbe der Familie von Melville von 1730. Westlich der Kirche entkoppelter Fachwerk-Glockenturm von 1710 über quadratischen Grundriss. Turmschaft nach oben hin verjüngend, Fassade mit vertikalen Holzbohlenbehang, oberer Abschluss mit gekehlten Pyramidendach in roter Hohlpfannendeckung mit Wetterfahne. | 33738606 | Weitere Bilder |
| An der Kirche 52° 43′ 57″ N, 10° 14′ 28″ O        | Kirchhof                  | Der Kirchhof umgibt die Johanniskirche allseitig. Mit historischen Grabsteinen und markanten Baumbestand. | 33738670 |                |
| An der Kirche 52° 43′ 57″ N, 10° 14′ 24″ O        | Kriegerdenkmal            | | 33738628 |                |
| B 191 km 19,015 52° 45′ 3″ N, 10° 15′ 53″ O       | Meilenstein               | Inschrift „4 Meilen“ | 33739539 |                |
| B 191 km 19,019 52° 45′ 3″ N, 10° 15′ 54″ O       | Meilenstein               | Inschrift „3 Meilen“ | 33739521 |                |
| Bahnhofstraße 4 52° 44′ 4″ N, 10° 14′ 3″ O        | Schule                    | Zweigeschossiger Massivbau über kammartigen Gebäudegrundriss unter Mansard-/ bzw. Walmdach in Hohlpfannendeckung. Östlicher Flügel in Backsteinbauweise, Fassade durch Lisenen sowie glasierte Backsteine strukturiert, Segmentbogenfenster. Im Nordwest-Winkel Hauptzugang mit Vordach. 1902/1903 errichtet. Westseite ganzflächig verputzt, mit südöstlich polygonaler Fassade. Anbau von 1926. | 33738689 |                |
| Bahnhofstraße 12 52° 44′ 9″ N, 10° 14′ 0″ O       | Wohnhaus                  | Eingeschossiger, traufständiger Fachwerkbau unter Halbwalmdach in roter Hohlpfannendeckung. Straßenseitiger achsenmittiger Zugang, Fassade vollständig in vertikalem Holzbohlenbehang verbrettert. In zweiter Hälfte 19. Jh. errichtet. | 33738710 |                |
| Bahnhofstraße 12 52° 44′ 9″ N, 10° 14′ 0″ O       | Stall                     | Zweigeschossiger Fachwerk-Stall unter flachen Satteldach. Fassade vollständig in vertikalem Bohlenbehang verbrettert. | 33738733 | BW             |
| Osterstraße 52° 43′ 57″ N, 10° 14′ 43″ O          | Friedhofskapelle          | Verputzter Massivbau über T-förmigen Grundriss auf Backsteinsockel unter Satteldach in Hohlpfannendeckung. Ostgiebel mit Hauptzugang mit Vordach und Pyramidentreppe, nördlich seitliches Portal, von Feldsteinen im Sockelbereich eingefasst, mit Kreuz und Inschrift aus Gusseisen über dem Bogenscheitel. Westflügel mit mittigen, kupferblechbesetzten Dachreiter. | 33738754 |                |
| Osterstraße 52° 43′ 56″ N, 10° 14′ 40″ O          | Neuer Friedhof            | 1848 neu angelegt. Familiengräber mit teils aufwändigen Grabplatten erhalten sowie gusseiserne Grabkreuze. Die älteste Grabstätte ist auf das Jahr 1860 datiert. Grabstätten von zwölf ausländischen Zwangsarbeiterinnen und Zwangsarbeitern. Gekennzeichnet durch Grabfeld mit Findlingssteinen für sechs Tote im Norden der Anlage, Gemeinschaftsgrab mit sechs sowjetischen Staatsbürgern, davon ein Kind. | 33738501 |                |
| Südstraße 13 52° 43′ 48″ N, 10° 14′ 23″ O         | Wohn-/ Wirtschaftsgebäude | Vierständer-Fachwerkbau auf Feldsteinsockel unter Halbwalmdach in Hohlpfannendeckung mit Niedersachsengiebel. Zur Nordseite mittige Tordurchfahrt mit Vorschauer und Inschriften im Torsturz und Schwellbereich. Giebelfeld über gerundeten Gebälk leicht vorkragend. Achsensymmetrisches Fachwerkgefüge mit geschosshohen Streben und roter Backsteinausfachung. 1806 errichtet. | 33738773 |                |
| Südstraße 13 52° 43′ 49″ N, 10° 14′ 23″ O         | Stall                     | Langgestreckter Backsteinbau unter Satteldach. Zur Hofseite zahlreiche Türen, südlicher Kopfbau mit Wirtschaftsraum. Ende des 19. Jh. errichtet. | 33738817 | BW             |

## Habighorst
Der Ort Habigshorst liegt etwa 2 Kilometer südlich von Eschede. Das erste Mal erwähnt wird der Ort im Jahre 1291. Die Hofstellen des Dorfes liegen an beiden Ufern der Aschau.

| Lage                                       | Bezeichnung               | Beschreibung | ID       | Bild |
| ------------------------------------------ | ------------------------- | --- | -------- | ---- |
| Dorfstraße 6 52° 42′ 30″ N, 10° 13′ 32″ O  | Wohn-/ Wirtschaftsgebäude | Vierständer-Fachwerkbau auf Feldsteinsockel unter Halbwalmdach. Zur nördlichen Giebelseite Dielentor mit Vorschauer und Inschrift im Torsturz. Symmetrisches Fachwerkgefüge mit geschosshohen Streben und gestrichenen Backsteinausfachung. 1842 errichtet. | 33758022 | BW   |
| Dorfstraße 20 52° 42′ 27″ N, 10° 13′ 35″ O | "Grethe-Haus"             | Vierständer-Fachwerkbau unter hohem Schopfwalmdach in roter Hohlpfannendeckung. Nördliche Giebelseite mit Tordurchfahrt mit Vorschauer und Inschrift im Torsturz. Fachwerkgefüge mit roter Backsteinausfachung, einzelne Gefache mit Segmentbogenhölzern akzentuiert, Giebelfeld mit Lüftungsgittern. Zur östlichen Traufseite separater Zugang zum Wohnteil. In erster Hälfte 19. Jh. errichtet.                                                       | 33758041 |      |
| Rittergut 52° 42′ 55″ N, 10° 13′ 25″ O     | Herrenhaus                | Fachwerkbau auf Backsteinsockel über L-förmigen Grundriss. Südflügel zweigeschossig ausgestaltet, OG leicht vorkragend über als Profilband ausgestalteten Gebälk, zum Süden achsenmittiger Zugang mit barocken Portal. Giebelfeld verbrettert, Dach mit Schopfwalm und roter Hohlpfannendeckung. Nordflügel unter Satteldach mit nach Westen hin langen Abschleppung. OG in vertikaler Bohlenverkleidung, Fachwerkgefüge mit roter Backsteinausfachung. | 33758061 |      |

## Höfer
Der Ort Höfer wurde 1275 das erste Mal erwähnt. Seit dem 15. Jahrhundert sind elf Hofstellen belegt. Das heutige Haufendorf entstand wahrscheinlich zur Zeit des Dreißigjährigen Krieges. Mit dem Schachtbau 1911 wuchs das Dorf stark an. 1905 wohnten hier 129 Einwohner, 1925 waren es 325.

| Lage                                     | Bezeichnung                                            | Beschreibung | ID       | Bild |
| ---------------------------------------- | ------------------------------------------------------ | --- | -------- | ---- |
| Hauptstraße 52° 41′ 23″ N, 10° 15′ 11″ O | Dieselmotor 1; Kali- und Salzbergwerk Mariaglück Höfer | Sechszylinder-Dieselmotor der Firma MAN mit 600 PS Leistung bei 300/min. Ursprünglich ein U-Boot-Antrieb, später zur Stromerzeugung auf Zeche Mariaglück verwendet. Erbaut im Jahre 1931.    | 33761253 | BW   |
| Hauptstraße 52° 41′ 23″ N, 10° 15′ 11″ O | Dieselmotor 2; Kali- und Salzbergwerk Mariaglück Höfer | Sechszylinder-Motor der Firma MAN mit 600 PS Leistung bei 300/min. Ursprünglich als U-Boot-Antrieb konzipiert, später zur Stromerzeugung auf Zeche Mariaglück genutzt. Erbaut im Jahre 1931. | 33761276 | BW   |
| Ohe 2 52° 40′ 26″ N, 10° 11′ 11″ O       | Speicher                                               | Wahrscheinlich in zweiter Hälfte 17. Jh. erbaut. | 33761234 | BW   |

## Kragen
| Lage                                  | Bezeichnung               | Beschreibung | ID       | Bild |
| ------------------------------------- | ------------------------- | --- | -------- | ---- |
| Kragen 3 52° 42′ 42″ N, 10° 17′ 18″ O | Wohn-/ Wirtschaftsgebäude | Gebäudekomplex mit östlicher Scheune von 1825 als eingeschossiger, zur Straße parallel ausgerichteter Fachwerkbau auf Natursteinsockel unter Schopfwalm-/Satteldach in roter Hohlpfannendeckung. Symmetrisches Fachwerkgefüge mit roter Backsteinausfachung, zur Westseite mit Querflügel. Wohnhaus von um 1900. Eingeschossiger Fachwerkbau unter Satteldach in roter Hohlpfannendeckung. Straßenseitig leicht außermittiger Zugang mit originaler Haustür, darüber Zwerchhaus mit Zierfachwerk und Freigespärre. Fachwerkgefüge mit geschosshohen Streben, doppelter Verriegelung und roter Backsteinausfachung. | 33763710 |      |

## Marwede
| Lage                                              | Bezeichnung                 | Beschreibung | ID       | Bild |
| ------------------------------------------------- | --------------------------- | --- | -------- | ---- |
| An der Lutter 1 52° 44′ 15″ N, 10° 20′ 22″ O      | Wohn-/ Wirtschaftsgebäude   | | 33763551 |      |
| An der Lutter 1 52° 44′ 16″ N, 10° 20′ 25″ O      | Pferdestall                 | Eingeschossiger vertikal verbretterter Fachwerkbau auf Findlingssockel unter Satteldach in roter Hohlpfannendeckung mit Aufschieblingen. EG an den Giebelseiten teils massiv unterfangen, zur Westseite ausgerichtete Wirtschaftstore. Südliche Traufseite mit Ladeerker. In zweiter Hälfte 19. Jh. errichtet. | 33764164 | BW   |
| An der Lutter 1 52° 44′ 15″ N, 10° 20′ 24″ O      | Kornscheune mit Pferdestall | Langgestreckter, allseitig vertikal verbretterter Fachwerkbau auf Werksteinsockel unter Satteldächern unterschiedlicher Firsthöhe in roter Hohlpfannendeckung. In zweiter Hälfte 19. Jh. errichtet. | 33763607 | BW   |
| An der Lutter 1 52° 44′ 16″ N, 10° 20′ 24″ O      | Stall                       | | 33764126 | BW   |
| An der Lutter 2 52° 44′ 13″ N, 10° 20′ 22″ O      | Wohn-/ Wirtschaftsgebäude   | Vierständer-Fachwerkbau auf Werksteinsockel unter Halbwalmdach in roter Hohlpfannendeckung mit Uhlenloch. Fachwerkgefüge mit gekuppelten Ständern und roter Backsteinausfachung, tw. in Ziersetzung. Nördlicher Wirtschaftsgiebel mit leicht außermittigen Dielentor, Torsturz und Schwellriegel mit Inschriften versehen, unter dem Schwellriegel Segmentbogenhölzer. Wohnteil modern ausgebaut, westlich Querflügel sowie parallel verlaufender Wirtschaftsflügel. In zweiter Hälfte 19. Jh. errichtet. | 33763993 | BW   |
| An der Lutter 2 52° 44′ 14″ N, 10° 20′ 23″ O      | Scheune                     | Dem Haupthaus traufständig vorgelagerter allseitig vertikal verbretterter Fachwerkbau unter nach Osten abgewalmten Satteldach mit Uhlenloch in roter Hohlpfannendeckung. Östliches Giebelfeld mit Ladeluke. In zweiter Hälfte 19. Jh. errichtet. | 33764053 | BW   |
| An der Lutter 2 52° 44′ 13″ N, 10° 20′ 24″ O      | Scheune                     | Großdimensionierte Scheune mit Drempel und DG auf Werksteinsockel unter Halbwalmdach in roter Hohlpfannendeckung, zur Nordseite mit Unterstand-Pultdach. Fachwerkgefüge mit gekuppelten Ständern und traufhohen Streben, Ausfachungen mit Backstein-Sichtsetzung. Zur nördlichen Traufseite zahlreiche Wirtschaftstore. In zweiter Hälfte 19. Jh. errichtet. | 33764035 | BW   |
| An der Lutter 4 52° 44′ 16″ N, 10° 20′ 23″ O      | Stall                       | | 33764108 | BW   |
| Endeholzer Straße 1 52° 44′ 8″ N, 10° 20′ 10″ O   | Wohngebäude                 | | 33763956 | BW   |
| Endeholzer Straße 22 52° 44′ 19″ N, 10° 20′ 20″ O | Mühlengebäude               | Giebelständiger freistehender zweigeschossiger Fachwerkbau mit Backsteinausfachung, unter Satteldach in Ziegeldeckung. Wände tw. mit vertihkaler Holzverschalung. 1859 älteres Gebäude zur Ölmühle ausgebaut, 1900 aufgestockt. 1960 stillgelegt, Inventar erhalten. | 33763511 |      |
| Endeholzer Straße 23 52° 44′ 18″ N, 10° 20′ 26″ O | Wohn-/ Wirtschaftsgebäude   | Vierständer-Hallenhaus auf verputztem Sockel unter Halbwalmdach in roter Hohlpfannendeckung. Fachwerkgefüge mit geschosshohen Streben, doppelter Verriegelung und roter Backsteinausfachung. Westlicher Wirtschaftsteil mit zwei Toreinfahrten mit Segmentbögen, Gefache unter dem Gebälk mit Segmentbogenhölzern. In Torstürzen und Schwellriegel Inschriften. 1856 (i) errichtet. Östlicher Wohnteil zweigeschossig und mit um 90° verschwenktem First.                                                 | 33763793 |      |
| Endeholzer Straße 23 52° 44′ 17″ N, 10° 20′ 26″ O | Scheune                     | Am südlichen Hofrand traufständiger und winkelförmig abgeschrägter Fachwerkbau auf Findlings-Hausteinsockel unter Halbwalmdach in roter Hohlpfannendeckung. Rückwärtig schließt moderner Speicherteil an. In zweiter Hälfte 19. Jh. errichtet. | 33763569 | BW   |
| Endeholzer Straße 23 52° 44′ 17″ N, 10° 20′ 24″ O | Remise                      | | 33763625 | BW   |
| Endeholzer Straße 23 52° 44′ 16″ N, 10° 20′ 24″ O | Stall                       | | 33764126 | BW   |
| Endeholzer Straße 24 52° 44′ 19″ N, 10° 20′ 23″ O | Wohn-/ Wirtschaftsgebäude   | Vierständer-Fachwerkbau unter Halbwalmdach. Symmetrisches Fachwerkgefüge mit roter Backsteinausfachung. Östlicher Wirtschaftsgiebel mit achsenmittigen Dielentor mit Vorschauer, Gefache unter dem Gebälk mit Segmentbogenhölzern. Torsturz und Schwellriegel mit Inschriften. Um 1850 errichtet. | 33763588 |      |
| Endeholzer Straße 24 52° 44′ 19″ N, 10° 20′ 24″ O | Scheune                     | Giebelständiger Fachwerkbau mit Backsteinausfachung, auf Findlings-Hausteinsockel unter Satteldach in Ziegeldeckung. Fassaden teilweise vertikal mit Holz verschalt. Errichtet im 19. Jh. | 33764089 | BW   |
| Räderloher Weg 1 52° 44′ 18″ N, 10° 20′ 36″ O     | Schule                      | Eingeschossiger, langgestreckter und traufständig zur Straße gelegener Fachwerkbau auf Bruchsteinsockel unter Schopfwalmdach in roter Hohlpfannendeckung mit Niedersachsengiebel. Symmetrisches Fachwerkgefüge mit geschosshohen Streben, einfacher Verriegelung und verputzter Ausfachung. Zur Südseite ausgerichtet drei Zugänge. 1855 errichtet. | 33763814 |      |

## Rebberlah
| Lage                                            | Bezeichnung               | Beschreibung | ID       | Bild |
| ----------------------------------------------- | ------------------------- | --- | -------- | ---- |
| Heuweg 1 52° 44′ 31″ N, 10° 10′ 10″ O           | Wohn-/ Wirtschaftsgebäude | Vierständer-Fachwerkbau auf Sandsteinsockel mit Backstein-Rollschicht unter Schopfwalmdach in dunkler Hohlpfannendeckung. Wirtschaftsteil im Inneren in Scheunen- und Stallteil längsgeteilt, zur Nordseite Ladestock. Westlicher Wohnteil mit südlichen von Holzsäulen getragenen Laube sowie Zwerchhaus darüber. 1871 errichtet. | 33738983 |      |
| Heuweg 1 52° 44′ 33″ N, 10° 10′ 11″ O           | Stall                     | Eingeschossiger Fachwerkbau über Findlingfundament unter hohen Schopfwalmdach mit Niedersachsengiebel. Fassade vollständig verbrettert, zwei Durchfahrten, Wand z.T. massiv ersetzt. Im Dachbalken am Hofgiebel Inschrift. 1779 errichtet. | 33739002 | BW   |
| Heuweg 2 52° 44′ 27″ N, 10° 10′ 19″ O           | Landarbeiterwohnhaus      | Eingeschossiger, hinter Vorgarten freistehender Fachwerkbau auf Backsteinsockel unter Satteldach in Hohlpfannendeckung. Fassade vollständig in vertikaler Holzverbretterung gestaltet. Südwestliche Traufseite mit achsenmittigen Ladeerker. 1890 errichtet. | 33739021 |      |
| Heuweg 3 52° 44′ 24″ N, 10° 10′ 13″ O           | Scheune                   | Vierständer-Fachwerkbau auf Feldsteinsockel mit Backstein-Rollschicht unter Schopfwalmdach in Hohlpfannendeckung. Scheune teils in vertikalem Holzbohlenbehang, teils in Sichtfachwerk mit roter Backsteinausfachung. Querdurchfahrt, neuer Scheunenanbau mit seitlichem Unterstand. 1826 errichtet. | 33739082 | BW   |
| Heuweg 3 52° 44′ 23″ N, 10° 10′ 12″ O           | Altenteil                 | | 33739040 | BW   |
| Heuweg 3 52° 44′ 24″ N, 10° 10′ 16″ O           | Speicher                  | | 33739061 | BW   |
| Heuweg 5 52° 44′ 22″ N, 10° 10′ 8″ O            | Treppenspeicher           | Zweigeschossiger verbretterter Fachwerkbau auf Feldsteinsockel unter Satteldach mit Aufschieblingen in Hohlpfannendeckung. OG vorkragend, über als Profilband ausgestalteten Gebälk. Schwelle mit Hakenblatt. Um 1730 errichtet. | 33739128 | BW   |
| Rebberlaher Heuweg 52° 44′ 6″ N, 10° 10′ 25″ O  | Außenschafstall           | Langgestreckter, vollständig verbohlter Holzgefügebau auf Backsteinsockel unter Halbwalmdach in roter Hohlpfannendeckung, mit Längsdurchfahrt. 1796 (i) errichtet. | 33739581 | BW   |
| Vor dem Hofe 2 52° 44′ 22″ N, 10° 10′ 21″ O     | Wohnhaus                  | Eineinhalbgeschossiger Fachwerkbau unter Satteldach in Hohlpfannendeckung. Ausgebautes DG, zur Straßenseite achsenmittiger Risalit mit Zwerchhaus. Ortgänge der Giebelseiten mit Freigespärre. OG leicht vorkragend, Fassade vollständig im vertikalen Holzbohlenbehang mit Zierschnitt. Zur östlichen Giebelseite Loggia-Achse auf Backsteinsockel mit verglasten Wintergarten im OG. Um 1900 errichtet.                              | 33739147 |      |
| Vor dem Hofe 4a/4b 52° 44′ 22″ N, 10° 10′ 19″ O | Doppelwohnhaus            | Eingeschossiger, breitgelagerter Fachwerkbau unter Halbwalmdach in roter Hohlpfannendeckung. Fachwerkgefüge, mit geschosshohen Streben und einfacher Verriegelung, Fassade teils verbrettert. Um 1890 errichtet. | 33739166 | BW   |
| Wildacker 52° 43′ 46″ N, 10° 10′ 52″ O          | Außenschafstall           | Komplett verbohlter Gefügebau auf Findlingssockel unter Halbwalmdach in roter Hohlpfannendeckung mit Längsdurchfahrt. Wohl Anfang des 19. Jh. errichtet. | 33739557 | BW   |
| Wildecker Weg 2 52° 44′ 34″ N, 10° 10′ 7″ O     | Wohnhaus                  | Zweigeschossiger, queraufgeschlossener Fachwerkbau mit roter Backsteinausfachung, obere Giebeldreiecke verbrettert. Satteldach in dunkler Betonpfannendeckung. OG leicht voprkragend, über als Profilband verbretterten Gebälk. Anbau an Nordgiebel (ehem. Toilettentrakt) unter eigenem Satteldach mit überdachter Freitreppe. An östlicher Längsseite Altanvorbau. Um 1885 errichtet, Anbau um 1910.                                 | 43285480 |      |
| Wildecker Weg 2 52° 44′ 35″ N, 10° 10′ 9″ O     | Scheune                   | Dreiständer-Fachwerkbau auf Feldsteinsockel unter hohem Satteldach. Fachwerkgefüge mit Ausfachungen in verputzter Lehmstakung, Giebelseiten in verbretterten Vertikalbehang. Ehemalige Toreinfahrt im Ostgiebel massiv geschlossen. Um 1730 errichtet. | 33739185 | BW   |
| Wildecker Weg 2 52° 44′ 36″ N, 10° 10′ 8″ O     | Scheune                   | Eingeschossiger Fachwerkbau auf behauenen Findlingssockel unter flachem Satteldach. Zur Nordseite drei Quereinfahrten, Fassade vollständig verbrettert. Um 1915 errichtet. | 33739208 | BW   |
| Wildecker Weg 2 52° 44′ 36″ N, 10° 10′ 6″ O     | Scheune                   | | 33739230 | BW   |
| Wildecker Weg 9b 52° 44′ 34″ N, 10° 8′ 6″ O     | Jagdhaus Wildeck          | Großzügiges Jagdhaus in Einzellage auf Anschüttung. Eingeschossiger verputzter Massivbau unter Satteldach mit Fußwalm in roter Hohlpfannendeckung. Hauptbau mit nördlicher Freitreppe zum Gartenbereich, darüber Loggia, östlich daneben Söller mit Terrasse. Dachüberstand über durchschießenden Balkenköpfen. Südlich Eingangsvorbau sowie Nebenflügel. Originale Fenster, Türen, Fußboden und Treppe. Anfang des 20. Jh. errichtet. | 33739253 | BW   |

## Scharnhorst
| Lage                                       | Bezeichnung               | Beschreibung | ID       | Bild |
| ------------------------------------------ | ------------------------- | --- | -------- | ---- |
| Heerstraße 17 52° 43′ 26″ N, 10° 16′ 36″ O | Treppenspeicher           | Speicher mit Hochrähmzimmerung unter Satteldach. Baukorpus vollständig mit vertikalen Holzbehang verbrettert, zur Nordseite Dachüberstand mit geschweift geschnitzten Kopfbändern. Um 1800 errichtet.                                                                          | 33763853 | BW   |
| Hesterkamp 52° 43′ 3″ N, 10° 15′ 8″ O      | Außenschafstall           | Verbretterter Bau aus zweiter Hälfte 19. Jh. | 33763833 | BW   |
| Hesterkamp 1 52° 43′ 17″ N, 10° 15′ 57″ O  | Wohn-/ Wirtschaftsgebäude | Freistehender Dreiständer-Fachwerkbau unter Halbwalmdach in roter Hohlpfannendeckung. Fassade vollständig mit vertikaler Verbretterung, giebelseitig mit Zierschnitt versehen. Südöstliche Quereinfahrt. Um 1840 errichtet.                                                    | 33763891 | BW   |
| Hesterkamp 1 52° 43′ 17″ N, 10° 15′ 56″ O  | Torfscheune               | Eingeschossiger Fachwerkbau auf Feldsteinsockel unter Satteldach in roter Hohlpfannendeckung. Fassade vollständig mit vertikalen Holzbohlenbehang, Giebelfelder mit Zierschnitt versehen. Zum Gartengrundstück ausgerichtete Tore und Wirtschaftsöffnungen. Um 1840 errichtet. | 33763912 | BW   |

## Starkshorn
| Lage                                      | Bezeichnung               | Beschreibung | ID       | Bild |
| ----------------------------------------- | ------------------------- | --- | -------- | ---- |
| Queloh 3 52° 47′ 3″ N, 10° 10′ 51″ O      | Wohn-/ Wirtschaftsgebäude | Traufständiger, eingeschossiger Vierständer-Fachwerkbau unter Halbwalmdach in roter Hohlpfannendeckung. Nordwestliche Giebelseite mit außermittiger Toreinfahrt, südwestliche Traufseite mit Hauptzugang. Fassade vollständig mit horizontalen Bohlenbehang verbrettert. Ursprünglich kleines Vierständer-Hallenhaus von 1791, Ende des 19. Jh. aus wiederverwendeten Teilen errichtet. | 33738917 |      |
| Queloh 3 52° 47′ 3″ N, 10° 10′ 51″ O      | Remise                    | Fachwerkbau unter Schopfwalmdach in roter Hohlpfannendeckung. Fachwerkgefüge mit roter Backsteinausfachung und Dreiviertel-Streben, gekuppelte Toreinfahrten mit Korbbögen. Ende 19. Jh. errichtet. | 33738941 | BW   |
| Queloh 3 52° 47′ 3″ N, 10° 10′ 50″ O      | Scheune                   | Querdurchfahrtsscheune in Holzbauweise auf Werksteinsockel unter Satteldach in Hohlpfannendeckung. Traufseitig Querdurchfahrt, Fassade komplett in vertikalen Holzbohlenbehang. | 33738962 | BW   |
| Starkshorn 1 52° 45′ 52″ N, 10° 12′ 4″ O  | Brunnenfassung            | Steinerne Brunnenfassung aus mehreren kreissegmentförmigen Teilen, zusammengehalten durch eisernen Ringanker. Inschrift: K.W.KM. AMG MWA AO 1739. | 33739314 | BW   |
| Starkshorn 2 52° 45′ 55″ N, 10° 12′ 0″ O  | Wohn-/ Wirtschaftsgebäude | Vierständer-Fachwerkbau unter Halbwalmdach in dunkler Hohlpfannendeckung. Zur Nordwestseite zugesetzte Tordurchfahrt mit Inschrift im Torsturz. Südliche Traufseite mit zwei außermittigen Zwerchhäusern, im EG jeweils Loggia bzw. Wintergarten. Fachwerkgefüge mit geschosshohen Streben, doppelter Verriegelung sowie roter Backsteinausfachung. 1828 errichtet.                     | 33739333 |      |
| Starkshorn 2 52° 45′ 54″ N, 10° 11′ 59″ O | ehem. Imkerwohnhaus       | Eingeschossiger Fachwerkbau unter Satteldach in roter Hohlpfannendeckung. Zur Westseite abgeschleppte Dachhälfte mit Verandaausbau auf profilierten Holzständern. Fachwerkgefüge mit geschosshohen Streben sowie roter Backsteinausfachung. Giebelfelder in horizontaler Verbretterung. In zweiter Hälfte 19. Jh. errichtet.                                                            | 33739354 | BW   |
| Starkshorn 2 52° 45′ 55″ N, 10° 11′ 57″ O | Speicher                  | Zweigeschossiger Fachwerkbau in Hochrähm-Zimmerung auf Backsteinsockel unter Satteldach in roter Hohlpfannendeckung. OG über Stichgebälk vorkragend, Fassade allseitig im vertikalen Holzbohlenbehang. 1775 errichtet. | 33739376 | BW   |
| Starkshorn 2 52° 45′ 57″ N, 10° 12′ 3″ O  | Doppelhaus                | Eingeschossiges Fachwerkhaus auf verputztem Sockel unter Satteldach in Betonpfannendeckung. Fassade vollständig in vertikaler Holzbohlenverkleidung verbrettert. Errichtet in zweiter Hälfte 19. Jh. | 33739399 | BW   |

## Weyhausen
| Lage                                               | Bezeichnung     | Beschreibung | ID       | Bild |
| -------------------------------------------------- | --------------- | --- | -------- | ---- |
| Breitenheeser Straße 3 52° 47′ 32″ N, 10° 23′ 9″ O | Herrenhaus      | Ehemaliger Grauen-Hof, heute Pflegeheim für Suchtkranke. | 33739422 |      |
| Breitenheeser Straße 3 52° 47′ 31″ N, 10° 23′ 7″ O | Scheune         | Komplett verbretterter Gefügebau unter Satteldach in roter Hohlpfannendeckung. 1842 errichtet. | 33739441 | BW   |
| Unterlüßer Straße 2 52° 47′ 33″ N, 10° 23′ 2″ O    | Wohnhaus        | Zweigeschossiges Fachwerkhaus auf Feldsteinsockel unter Satteldach in roter Hohlpfannendeckung. Zur Westseite achsenmittiger Zugang hinter Freitreppe, im Türsturz Inschrift. Fassade vollständig im vertikalen Bohlenbehang verbrettert. Im Inneren umgebaut. 1740(i) errichtet, nachweislich der Balkeninschrift wahrscheinlich Wohnhaus der Margarethe Madlene Müller, geboren etwa 1706 in Wolthausen, Ehefrau des Peter Graue, geboren am 25. August 1689 in Weyhausen, verehelicht am 3. Dezember 1732. | 33739734 |      |
| Unterlüßer Straße 2 52° 47′ 33″ N, 10° 23′ 4″ O    | Scheune         | Eingeschossiges Vierständer-Fachwerkhaus auf Granitsockel unter Schopfwalmdach in Reetdeckung mit Niedersachsengiebel. Zum Nordgiebel zwei Toreinfahrten, Innengefüge längs aufgeteilt, Giebelfeld in vertikaler Verbretterung. Zur Südseite achsenmittiger Zugang mit rautengeschnitzter Tür. Fachwerkgefüge mit geschosshoher Verstrebung und roter Backsteinausfachung. Ursprünglich Bauernhaus von 1815, errichtet aus dem Abbruchmaterial des Schlosses, später zur Scheune umgebaut.                    | 33739460 | BW   |
| Unterlüßer Straße 3 52° 47′ 55″ N, 10° 22′ 52″ O   | Treppenspeicher | | 33739502 | BW   |

## Bodendenkmale
| Lage                                        | Bezeichnung   | Beschreibung | ID       | Bild |
| ------------------------------------------- | ------------- | --- | -------- | ---- |
| 52° 44′ 0″ N, 10° 15′ 46″ O                 | Wölbackerfeld | Ein gut erhaltenes Wölbackerfeld von circa 200 × 200 Meter, dessen nördlicher Bereich jedoch mit einem Feuchtbiotop zerstört wurde. Es wird vermutet, dass es sich dabei um die 1330 erstmals erwähnte Siedlung Hunenborstelde (Hohenbostel) handelt, die jedoch bereits um 1368 verlassen war. | 38413949 |      |
| Burghorner Weg 52° 42′ 19″ N, 10° 11′ 19″ O | Immenzaun     | Ringförmiger Wall mit knapp 40 Meter Durchmesser, gesäumt von ca 70 cm hohem Wall und darum herum liegendem ca 90 cm breitem Graben. Um 1717 erstmals urkundlich als Immenstelle genannt. | 28924672 |      |